# 川井正
川井 正（かわい まさし、1921年（大正10年）1月1日 - 1991年（平成3年）4月27日）は、日本の作家。

## 略歴
東京（現在の東京都台東区）に生まれる。1943年（昭和18年）法政大学英文学科を卒業する。
TBSの放送部長、審議室委員などを経て、1976年（昭和51年）にTBSを退社、以後作家活動に入る。
1991年（平成3年）4月27日に死去、70歳。

## 著書
- 『小説学徒出陣』（新国民出版社、1975）
- 『散華』（昭和出版、1976）
- 『電気紙芝居事始』（河出書房新社、1982）